# Pierre Rouanet (évêque)
Pour les articles homonymes, voir Rouanet.
Pierre Rouanet, né le 16 novembre 1917 à Mazamet dans le diocèse d'Albi, et mort le 4 février 2012 à Montpellier est un évêque catholique français, évêque de Daloa en Côte d'Ivoire de 1956 à 1975.

## Repères biographiques
Ordonné prêtre le 4 juillet 1948 pour la société des missions africaines (SMA), il fut envoyé comme missionnaire en Côte d'Ivoire.
Nommé évêque du diocèse de Daloa le 4 juillet 1956, il est consacré à l'âge de 39 ans le 29 novembre suivant. À ce titre, il prend part à l'ensemble du Concile Vatican II.
Il se retire à 58 ans, le 20 novembre 1975 pour laisser le siège à un évêque ivoirien.
Il s'installe alors dans le diocèse de Montpellier, en paroisse, puis comme aumônier.
Il meurt le 4 février 2012 à l'hôpital de Montpellier. Ses obsèques ont été célébrées à Montferrier-sur-Lez (Hérault).